# Andora wilsoni
Andora wilsoni är en sjöstjärneart som beskrevs av Ross Robert Mackerras Rowe 1977. Andora wilsoni ingår i släktet Andora och familjen Ophidiasteridae. Inga underarter finns listade i Catalogue of Life.